# Rally San Froilán de 1994
El Rally San Froilán de 1994, oficialmente 16.º Rallye San Froilán, fue la decimosexta edición, la séptima ronda de la temporada 1994 del Campeonato de España de Rally y la quinta del campeonato de Galicia. Fue también puntuable para el Desafío Peugeot y la Copa Hyundai Pony. Se celebró del 9 al 10 de julio.

## Clasificación final
| Pos. | Piloto               | Copiloto            | Automóvil               | Tiempo   | Diferencia |
| ---- | -------------------- | ------------------- | ----------------------- | -------- | ---------- |
| 1.   | Oriol Gómez          | Marc Martí          | Renault Clio Williams   | 1h40:20  | 0.0        |
| 2.   | Luís Climent         | José Antonio Muñoz  | Opel Astra GSi 16v      | 1h40:34  | +0:14      |
| 3.   | Germán Castrillón    | Estrella Castrillón | Ford Escort RS Cosworth | 1h45:39  | +5:19      |
| 4.   | José Piñón           | Tomás Aguado        | Renault Clio Williams   | 1h47:50  | +7:30      |
| 5.   | Jaime Azcona         | Julius Billmaier    | Peugeot 106 Rallye      | 1h48:32  |            |
| 6.   | Josep María Bardolet | Alex Romaní         | Opel Astra GSI 16v      | 1h:49:36 |            |
| 7.   | Javier Azcona        | Inma Vittorini      | Renault Clio Williams   | 1h50:38  |            |
| 8.   | David Guixeras       | Jordi Albadalejo    | Peugeot 106 Rallye      | 1h51:16  |            |
| 9.   | Javier Piñeiro       | Manuel Ferreiro     | Renault Clio Williams   | 1h51:16  |            |
| 10.  | Sergio Vallejo       | Diego Vallejo       | Peugeot 106 Rallye      | 1h55:36  |            |